# 圣华金河
圣华金河（英語：San Joaquin River），美国加利福尼亚州第二长河，发源于内华达山脉西坡，向西流经圣华金谷后，在安条克注入萨克拉门托河。圣华金河全长530公里，流域面积约83,000平方公里。